# 신카나오카역
신카나오카역(일본어: 新金岡駅, しんかなおかえき)은 일본 오사카부 사카이시 기타구에 있는 오사카 시 교통국의 역이다. 역 번호는 M29이다.
구청이나 의료시설 등의 공공시설이 집적하고 있는 기타 구의 거점이 되는 역이다.
이 역부터 센리추오역까지 좌측통행이다

## 역 구조
섬식 승강장 1면 2선 지하역. 개찰구는 1개소.
이 역에서 나카모즈 차량 검사장에 직접 연결되는 인입선이 있는 관계로, 출퇴근 시간대의 전후에 당역 출발 및 종착의 열차가 있다.

### 승강장
| 1 | 오사카 시영 지하철 미도스지 선 (하행) | 나카모즈 방면                           |
| 2 | 오사카 시영 지하철 미도스지 선 (상행) | 난바・우메다・에사카・미노오카야노 방면 |

## 역 주변
- 사카이 시 기타 구역소
- 사카이 시립 기타 도서관
- 사카이 시 보건 센터
- 사카이 소방서
- 긴키 관구 경찰 학교
- 기타사카이 경찰서
- 사카이 가나오카 우체국
- 신카나오카 주거 단지
- 가나오카 공원
- 난카이 버스 가나오카 차고지

## 역사
- 1987년 4월 18일: 미도스지 선 아비코 ~ 나카모즈 역간 연장 개통으로 영업 개시.

## 인접한 역
| ■ 오사카 메트로 미도스지선 | ■ 오사카 메트로 미도스지선 | ■ 오사카 메트로 미도스지선 |
| -------------------------- | -------------------------- | -------------------------- |
| M28 기타하나다 에사카 방면 |                            | 나카모즈 M30 나카모즈 방면 |